# Dichiarazione di Welles

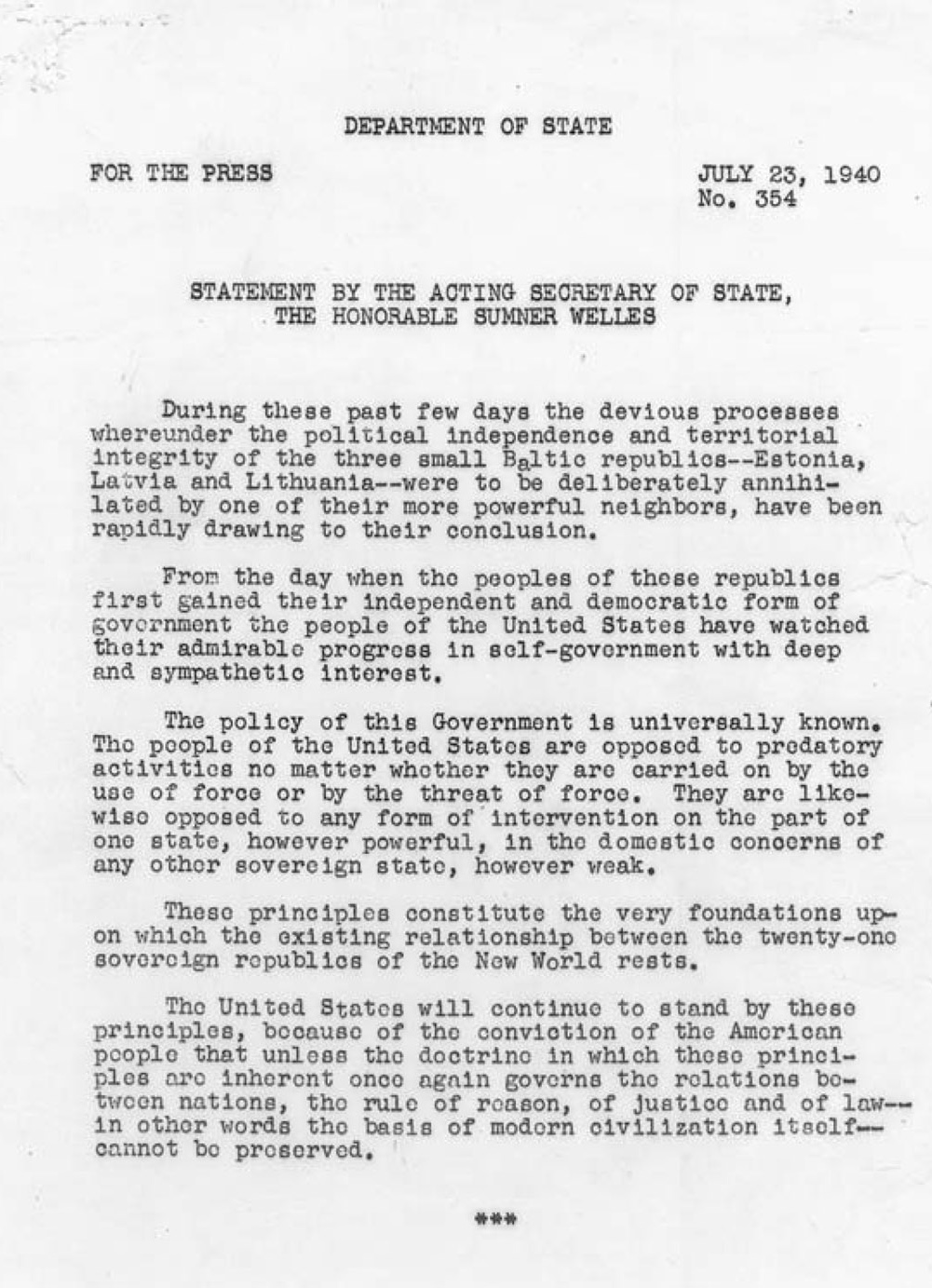
La Dichiarazione di Welles.

La  dichiarazione di Welles (Welles Declaration, in lingua inglese), fu un atto diplomatico statunitense di condanna nei confronti dell'occupazione sovietica delle repubbliche baltiche (Lituania, Lettonia ed Estonia) avvenuta tra il 14 ed il 17 giugno 1940, mentre l'attenzione del mondo era concentrata sul conflitto fra la Germania e la Gran Bretagna (la Francia, che era già capitolata dopo l'occupazione di Parigi da parte della Wehrmacht, aveva chiesto l'armistizio alla Germania). Essa venne emessa il 23 luglio 1940 dal sottosegretario di Stato Sumner Welles (dal quale il nome), ed iniziava proclamando il rifiuto, da parte degli Stati Uniti d'America, di riconoscere ufficialmente l'annessione dei tre piccoli stati baltici. Essa fu un'applicazione della dottrina Stimson alla questione Baltica.
La dichiarazione era conforme all'atteggiamento del presidente Franklin Delano Roosevelt verso le espansioni territoriali e rifletteva il punto di vista dei livelli più alti della sua amministrazione.

## Antefatti

### Tra il XIX e il XX secolo
Durante tutto il XIX secolo l'area baltica era controllata dalla Impero russo. I movimenti del Risveglio nazionale lettone, Risveglio nazionale lituano e quello estone, si adoperavano per ottenere l'indipendenza dei rispettivi Paesi. Il loro obiettivo fu ottenuto al termine della prima guerra mondiale : la Lituania proclamò la propria indipendenza il 16 febbraio 1918, l'Estonia la proclamò il 24 febbraio 1918 e la Lettonia il 18 novembre 1918. Tutti e tre gli stati furono ammessi come stati indipendenti alla Società delle Nazioni nel 1921.
Gli Stati Uniti li riconobbero ufficialmente tutti e tre nel luglio del 1922. Il riconoscimento ebbe luogo durante la transizione fra l'Amministrazione democratica di Woodrow Wilson e quella repubblicana di Warren Harding.
Gli Stati Uniti non presero alcuna iniziativa significativa, né sul piano economico né su quello politico, nei confronti dei tre Paesi Baltici durante il periodo fra le due guerre mondiali, tuttavia intrattennero con essi normali rapporti diplomatici.
Gli Stati Uniti avevano sofferto, durante la prima guerra mondiale, una perdita di 100 000 vite umane e perseguirono una politica isolazionista, determinati ad evitare ogni eventuale coinvolgimento nei conflitti europei. Nel 1932 il segretario di Stato Henry L. Stimson criticò formalmente l'invasione giapponese della Manciuria del 1931 e la risultante dottrina Stimson fu la base per la futura dichiarazione Welles

### Lo scoppio della seconda guerra mondiale

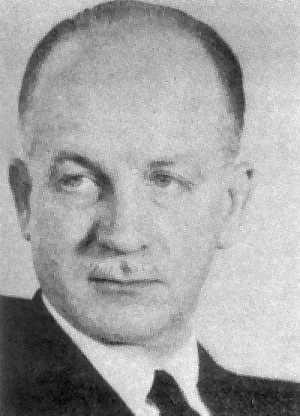
Sumner Welles, facente funzione di Segretario di Stato degli Stati Uniti d'America nel luglio 1940

La situazione cambiò con lo scoppio della seconda guerra mondiale. A settembre del 1939 i tedeschi invasero la Polonia, la Gran Bretagna ne rimase coinvolta e la serie di successi delle armate tedesche in Danimarca e Norvegia e nei Paesi Bassi durante la primavera del 1940 fu allarmante. La Gran Bretagna era palesemente minacciata e i suoi governanti discussero la possibilità di un'alleanza con l'Unione Sovietica. In quelle circostanze un confronto diretto con la Gran Bretagna sul Baltico era difficoltoso.
Roosevelt non desiderava coinvolgere gli Stati Uniti nella guerra; il suo "discorso della quarantena", tenuto il 5 ottobre 1937 a Chicago e denunciante le aggressioni di Italia, Germania e Giappone ricevette risposte di tipo opposto: critiche da alcuni commentatori e plauso da altri.
Welles si sentì più libero dopo questo discorso e guardava alle questioni post-belliche dei confini ed all'impostazione di un corpo armato internazionale, sotto la guida degli Stati Uniti, che potesse intervenire in queste inevitabili dispute. Roosevelt vide il più severo documento pubblico di Welles come un esperimento che avrebbe saggiato l'umore del pubblico riguardo alla politica estera statunitense.
I protocolli segreti contenuti nel patto Molotov-Ribbentrop del 1939 fra Germania ed Unione Sovietica relegavano Estonia, Lettonia e Lituania nella sfera d'influenza sovietica. Durante il periodo fra la fine del 1939 e l'inizio del 1940 l'Unione Sovietica emise una serie di ultimatum ai governi degli Paesi Baltici, che terminarono con la loro completa annessione all'Unione Sovietica. (Quasi nello stesso periodo, l'Unione Sovietica esercitava una simile pressione sulla Finlandia.) Circa 30.000 soldati sovietici entrarono nei Paesi Baltici nel giugno 1940 e seguirono gli arresti dei loro leader e di molti cittadini. Elezioni di "Assemblee del Popolo" furono tenute a metà di luglio nei tre stati e i candidati sostenuti dagli occupanti ebbero fra il 92.2% e il 99.2% dei voti. Nel mese di giugno John Cooper Wiley, funzionario del Dipartimento di Stato inviò a Washington, mediante telegrammi in codice, informazioni sugli sviluppi nel Baltico e tali rapporti ebbero influenza su Welles. Gli Stati Uniti risposero il 15 luglio con un emendamento all'"Ordine esecutivo n. 8389" che "congelò" i beni dei Paesi Baltici negli USA, insieme poi a quelli per gli altri paesi occupati dalla Germania nazista ed emettendo la dichiarazione condannatoria di Welles.

## La dichiarazione

### La preparazione
La dichiarazione venne preparata con la collaborazione dell'alto funzionario del Dipartimento di Stato, Loy W. Henderson.
In una conversazione avvenuta il mattino del 23 luglio, Welles chiese a Henderson di preparare un comunicato stampa «…esprimente simpatia per il popolo degli Stati Baltici e condanna dell'azione sovietica». Dopo aver rivisto la bozza iniziale, Welles espresse enfaticamente l'opinione che essa non fosse abbastanza dura. In presenza di Henderson, Welles chiamò Roosevelt e gli lesse il testo ed entrambi convennero che era troppo blanda. Welles allora modificò alcune frasi aggiungendone altre, apparentemente suggerite dal Presidente. Secondo Henderson:
«Il Presidente Roosevelt era indignato per il modo con il quale l'Unione Sovietica aveva annesso gli Stati Baltici ed approvò personalmente le frasi di condanna redatte dal sottosegretario Welles in materia.»
 La Dichiarazione venne resa pubblica e telegrafata all'ambasciata statunitense a Mosca, più tardi nello stesso giorno.

### Il testo
Così fu pubblicata la dichiarazione:
From the day when the peoples of those Republics first gained their independent and democratic form of government the people of the United States have watched their admirable progress in self-government with deep and sympathetic interest.
The policy of this Government is universally known. The people of the United States are opposed to predatory activities no matter whether they are carried on by the use of force or by the threat of force. They are likewise opposed to any form of intervention on the part of one state, however powerful, in the domestic concerns of any other sovereign state, however weak.
These principles constitute the very foundations upon which the existing relationship between the twenty-one sovereign republics of the New World rests.
The United States will continue to stand by these principles, because of the conviction of the American people that unless the doctrine in which these principles are inherent once again governs the relations between nations, the rule of reason, of justice and of law – in other words, the basis of modern civilization itself cannot be preserved.»
Dal giorno in cui i popoli di queste Repubbliche ottennero per la prima volta la loro indipendente e democratica forma di governo il popolo degli Stati Uniti ha osservato i loro mirabili progressi nell'autogoverno con profondo interesse e simpatia.
La politica di questo Governo è universalmente nota. Il popolo degli Stati Uniti si oppone alle attività predatorie indipendentemente dal fatto che siano attuate con l'uso della forza o con la minaccia del suo uso. Esso si oppone ugualmente a qualsiasi intervento da parte di uno stato, per quanto potente, negli affari interni di un altro stato sovrano, comunque debole.
Questi principi costituiscono le effettive fondamenta sulle quali poggiano le relazioni esistenti fra le ventuno repubbliche sovrane del Nuovo Mondo.
Gli Stati Uniti continueranno a basarsi su questi principi, poiché il popolo statunitense ha la convinzione che a meno che la dottrina riguardante questi principi governi nuovamente le relazioni fra le nazioni, le regole della ragione, della giustizia e della legge – in altre parole, le basi della stessa civiltà moderna – non potranno essere preservate.»
(Dichiarazione di Welles)

## Impatto

### Durante la guerra
Welles annunciò pure che il Governo degli Stati Uniti avrebbe continuato a riconoscere i Ministri degli esteri dei Paesi Baltici come inviati di un governo sovrano. Allo stesso tempo il Dipartimento di Stato diede istruzioni ai rappresentanti degli Stati Uniti affinché si ritirassero da quei Paesi per "consultazioni". Nel 1940 il quotidiano The New York Times descrisse la Dichiarazione di Welles come «…uno dei documenti diplomatici più eccezionali emesso dal Dipartimento di Stato in molti anni».
La dichiarazione fu una fonte di contestazioni durante la successiva alleanza con la Gran Bretagna e la stessa Unione Sovietica, ma Welles persistette nel difenderla. Durante una discussione con i giornalisti Welles sostenne che l'URSS aveva manovrato per dare «…una parvenza di legalità agli atti aggressivi a beneficio della Storia».
Nel dicembre del 1941 il ministro degli Esteri Sovietico Molotov ricevette a Mosca il ministro per gli Affari esteri della Gran Bretagna Anthony Eden e gli sollecitò un accordo che riconoscesse l'annessione del territorio delle tre repubbliche baltiche da parte del suo governo, ma Eden si rifiutò di trattare l'argomento, adducendo come motivo l'impegno preso con gli Stati Uniti di non stipulare accordi che implicassero modifiche territoriali, prima della fine della guerra. Si convenne che Eden avrebbe trasmesso le richieste sovietiche al proprio governo ed a quello degli Stati Uniti. Questi furono informati ma obiettarono che l'aderire a tale richiesta avrebbe costituito una violazione della Carta Atlantica. Dopo l'ingresso degli Stati Uniti nella Seconda guerra mondiale, le cose cambiarono, ma in un primo tempo gli Stati Uniti mantennero le loro posizioni sul problema dei Paesi Baltici, nonostante l'atteggiamento più possibilista della Gran Bretagna di Churchill.
Nel memorandum del 1942, che descriveva le sue conversazioni con l'ambasciatore britannico Lord Halifax, Welles sostenne che egli avrebbe preferito connotare il plebiscito, che approvava queste annessioni, come un falso. Nell'aprile dello stesso anno egli scrisse che l'annessione era «…non solo indifendibile da un punto di vista morale, ma parimenti straordinariamente stupida.» Egli riteneva che qualunque concessione sulla questione baltica avrebbe creato un precedente che avrebbe condotto ad ulteriori conflitti di confine nella parte orientale della Polonia ed in altre zone.
Con l'intensificarsi della guerra, Roosevelt accettò la necessità di sostenere l'Unione Sovietica ed era riluttante a riferirsi a conflitti postbellici. Durante la Conferenza di Teheran, egli assicurò Stalin scherzando, che se le Forze Armate Sovietiche avessero rioccupato i Paesi Baltici, egli non intendeva scatenare una guerra contro l'Unione Sovietica per questo motivo. Tuttavia, egli chiarì che la questione di un referendum e dei diritti di autodeterminazione avrebbe rivestito grande importanza per gli Stati Uniti. Nonostante il suo lavoro con i rappresentanti sovietici nei primi mesi del 1940 per spingere l'alleanza, Welles vide l'assenza di incarichi da parte di Roosevelt e di Churchill, come pericolosa.

### L'impatto postbellico

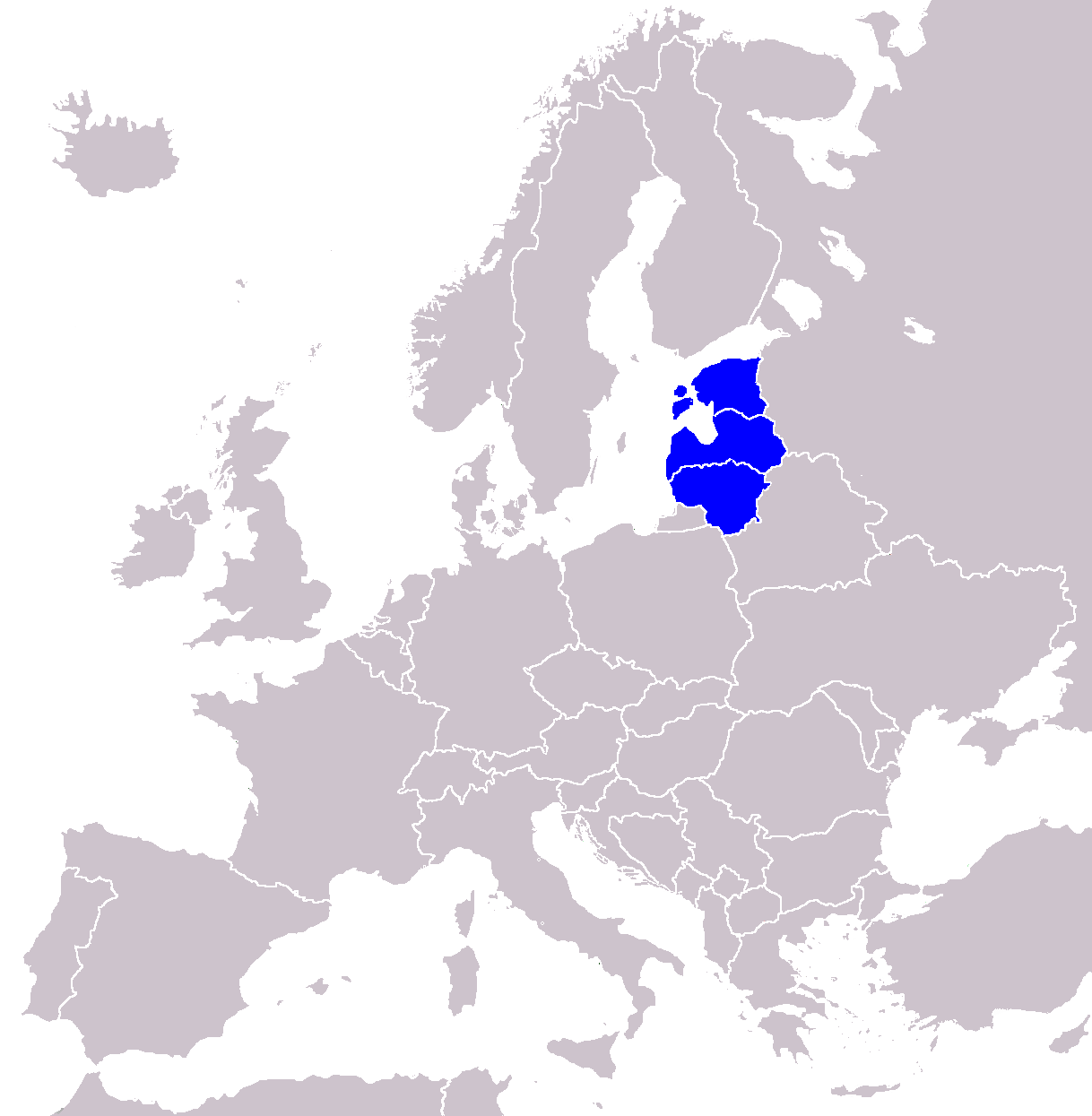
I Paesi Baltici oggi

La Dichiarazione di Welles collegò la politica statunitense verso i Paesi Baltici con la Dottrina Stimson, che non riconosceva le occupazioni giapponesi, tedesche ed italiane durante gli anni trenta. Essa rompeva con le politiche wilsoniane, che avevano sostenuto una forte presenza della Russia come contrappeso alla potenza della Germania. Durante la Guerra fredda, gli Stati Uniti usarono la questione Baltica come fulcro di leva nelle relazioni U.S.- URSS.
Hersch Lauterpacht, un giudice di diritto internazionale, descrisse le basi della dottrina del non-riconoscimento come fondata sul principio del ex injuria jus non oritur:
Questa istituzione del non-riconoscimento si basa sul principio che gli atti contrari al diritto internazionale non sono validi e non possono divenire una fonte legittima di diritto per chi si è comportato illegalmente. Essa applica al diritto internazionale uno dei principi del diritto riconosciuti dalle nazioni civilizzate. Il principio ex injuria jus non oritur è una delle massime fondamentali della giurisprudenza. Un'illegalità non può, di norma, diventare una fonte legittima di diritto per chi viola la legge.
Come la Dottrina Stimson, la Dichiarazione di Welles era di natura ampiamente simbolica, sebbene essa abbia offerto dei vantaggi materiali attraverso l'Ordine Esecutivo n. 8484.
Essa rese possibile ai rappresentanti diplomatici delle tre repubbliche baltiche il finanziamento delle loro attività in vari altri stati e la protezione della proprietà delle navi battenti bandiera baltica. L'aver stabilito la politica di non riconoscimento consentì, dopo la guerra, a circa 120.000 profughi dai Paesi Baltici di evitare il rimpatrio nell'Unione Sovietica ed invocare dall'estero l'indipendenza dei loro paesi.
La posizione degli Stati Uniti riguardo ai Paesi Baltici ed alla loro annessione forzata all'Unione Sovietica rimase ufficialmente identica nei successivi 51 anni. Di conseguenza i Presidenti USA e le successive risoluzioni del Congresso riaffermarono la sostanza della Dichiarazione. Il Presidente Dwight D. Eisenhower affermò il diritto delle tre repubbliche all'indipendenza in una nota indirizzata al Congresso il 6 gennaio 1957. Dopo la ratifica degli Accordi di Helsinki nel luglio 1975, alla Camera dei Rappresentanti passò una risoluzione che tale ratifica non avrebbe modificato l'atteggiamento ufficiale degli Stati Uniti sulla sovranità dei Paesi Baltici.
Il 26 luglio 1983, nel 61º anniversario del riconoscimento de jure dei Paesi Baltici da parte degli Stati Uniti del 1922, il Presidente Ronald Reagan dichiarò ancora una volta che gli Stati Uniti riconoscevano l'indipendenza di Estonia, Lettonia e Lituania. La dichiarazione venne anche letta alle Nazioni Unite. Nei 51 anni che seguirono gli eventi del 1940, tutte le mappe ufficiali degli USA e le pubblicazioni che citavano i Paesi Baltici comprendevano l'affermazione del non riconoscimento da parte degli Stati Uniti dell'annessione all'Unione Sovietica.
I movimenti indipendentisti in questi stati negli anni ottanta e novanta ebbero successo e le Nazioni Unite riconobbero le tre repubbliche come stati indipendenti nel 1991. I tre stati divennero poi membri dell'Unione europea e della NATO. Il loro sviluppo da quando acquisirono l'indipendenza viene visto come una delle evoluzioni di maggior successo del periodo post-Sovietico.
Commentando la Dichiarazione nel suo settantesimo anniversario, il Segretario di Stato Hillary Clinton la descrisse come «…un tributo all'impegno di ciascuno dei nostri paesi verso gli ideali di libertà e democrazia.» Il 23 luglio 2010 a Vilnius, la capitale della Lituania, venne formalmente dedicata alla Dichiarazione una lapide commemorativa con testo in lingua inglese e lituana.